# باربادوس در المپیک تابستانی ۲۰۲۴
کاروان المپیکی باربادوس، یکی از کاروان‌های شرکت‌کننده در بازی‌های المپیک تابستانی ۲۰۲۴ بود. این دوره از بازی‌ها از ۲۶ ژوئیه تا ۱۱ اوت ۲۰۲۴ (۵ تا ۲۱ امرداد ۱۴۰۳ خورشیدی) به میزبانی پاریس، پایتخت فرانسه برگزار شد. پس از نخستین حضور کاروان باربادوس در المپیک ۱۹۶۸، ورزشکاران باجان (باربادوسی‌ها) به جز در المپیک ۱۹۸۰ مسکو (به عنوان بخشی از تحریم‌کنندگان شوروی به رهبری ایالات متحده) در تمامی دوره‌ها شرکت کرده است.
این کاروان برای ششمین دوره متوالی پس از المپیک ۲۰۰۰ سیدنی، موفق به کسب مدال نشد.

## شرکت‌کنندگان
فهرست زیر به ورزشکاران این کاروان اشاره دارد.
| ورزش        | مردان | زنان | مجموع |
| ----------- | ----- | ---- | ----- |
| دو و میدانی | ۰     | ۲    | ۲     |
| شنا         | ۱     | ۰    | ۱     |
| سه‌گانه      | ۱     | ۰    | ۱     |
| مجموع       | ۲     | ۲    | ۴     |